# Thomas Robb

Thomas Robb (2024)

Thomas Robb (* 1946 in Detroit, Michigan) ist ein US-amerikanischer Pastor, Anführer des rassistischen Ku-Klux-Klan und Pastor einer rechtsextremistischen Kirche der Christian-Identity-Bewegung. Er ist Vorsitzender der Knights Party, die auch als Knights of the Ku Klux Klan bekannt ist und dessen Kontrolle er 1989 übernahm.

## Leben
Robb wurde in Detroit, Michigan geboren und ist in Tucson, Arizona aufgewachsen. Er studierte in Colorado.
Robb ist Pastor einer rechtsextremen Kirche der Christian-Identity-Bewegung in Zinc, Arkansas. Er verbreitet dabei rassistische und antisemitische Einstellungen. Auf seiner Internetseite erklärte Robb, dass „die angelsächsischen, germanischen, skandinavischen und ähnlichen Völker DIE Völker aus der Bibel sind“. 
1989 übernahm Robb die Knights of the Ku Klux Klan (Ritter des Ku-Klux-Klan), die ursprünglich von David Duke geleitet wurden. Um mehr Akzeptanz in der Mehrheitsgesellschaft zu bekommen, bezeichnete er sich als „National Director“ (Geschäftsführer) anstatt als „Imperial Wizard“ (Imperialer Hexenmeister) und benannte die Organisation in „The Knights Party“ (etwa: „Die Ritter-Partei“) um. Außerdem entschied er, dass Mitglieder per Formular aufgenommen werden können, im Gegensatz zur Aufnahme durch Initiationsriten, wie es im Klan üblicherweise praktiziert wurde. Robb verteidigt den Klan als eine harmlose Organisation und behauptet, dass er „sanftmütig, optimistisch und freundlich“ sei. In der PBS-Dokumentation Banished verglich Robb die Kapuze des Klans mit der Krawatte eines Geschäftsmannes, indem er behauptete „es ist bloß eine Tradition“.
Robb behielt Beziehungen zu rechtsextremen Gruppen bei. Er sprach beim jährlichen Weltkongress der Aryan Nations, trat im rassistischen Voice of Reason-Radiokanal von Jamie Kelso auf und schrieb regelmäßig Beiträge im rassistischen Internetforum Stormfront.
1996 begann Robb die Auffassung zu verbreiten, dass Weiße das Ziel eines Völkermords seien. 
Robbs Tochter Rachel Pendergraft und seine Enkelinnen Charity und Shelby Pendergraft gründeten 2009 die nationalistische Band Heritage Connection.
Robbs Partei veröffentlicht vierteljährlich die Zeitschrift The Crusader. Im November 2016, nur wenige Tage vor der Präsidentschaftswahl, schrieb Robb einen Artikel als Aufmacher unter dem Titel „Make America Great Again“, der sich Donald Trump und seinem Wahlkampfspruch ausführlich widmet. Trumps Wahlkampfteam verurteilte den Artikel im Crusader.